# 88611 테하론히아와코

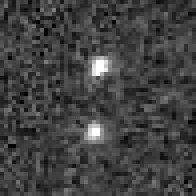

88611 테하론히아와코 (임시 명칭 2001 QT197)는 해왕성 바깥 천체이며 고전적 카이퍼대 천체의 구성원으로 지름이 약 220km 정도이다. 이 천체는 이중 소행성계이며, 사위스케라(공식 명칭 (88611) 테하론히아와코 I 사위스케라 )라는 큰 동반 천체가 있는데, 직경이 126km로 주 천체(테하론히아와코)의 약 2/3 크기이다.  두 구성 요소를 합쳐 테하론히아와코-사위스케라 이중계라고 한다.

## 발견
테하론히아와코는 2001년 8월 20일 발견되었고 사위스케라는 한 달 후에 발견되었다.

## 명명
테하론히아와코는 이로쿼이족 창조 신화에 나오는 옥수수의 신인 테하론히아와코의 이름을 따서 명명되었고, 사위스케라는 테하론히아와코의 사악한 쌍둥이 형제인 사위스케라의 이름을 따서 명명되었다. 이 두 천체들은 2007년에 명명되었다.